# Лейзерович, Исидор Лазарь
Исидор Лазарь (Ицхок-Лейзер) Лейзерович (1883, Ковно — 23 ноября 1927, Париж) — еврейский прозаик, журналист, издатель, филантроп, публицист. Один из основателей детской литературы на идише.

## Биография
Получил традиционное религиозное образование в хедере и иешиве. Сдал экстерном экзамены за курс гимназии. Решил продолжить своё обучение на медицинском факультете Лейпцигского университета, но, в связи началом первой мировой войны, вынужден был прервать учёбу и вернуться в Литву.
Первое его произведение было напечатано в 1904 в петербургской газете «Тог», позже был сотрудником виленской газеты «Цайт». В 1913 , корреспондентом варшавской газеты «Хайнт», был послан в Киев для освещения хода процесса М. М. Бейлиса. В 1920 покинул Россию, жил в Ковно. Позже он эмигрировал в Берлин, затем поселился (1923) в Париже. Находясь в Берлине, был корреспондентом нью-йоркской газеты «Форвертс» (1922), перебравшись в Париж, продолжал писать для «Форвертс».

### Произведения
- «Дер вег цум эйбикн глик» («Дорога к вечному счастью»)
- «Ди волфише хасене» («Волчья свадьба»)